# 2021–2022-es UEFA-futsal-bajnokok ligája
A 2021–2022-es UEFA Futsal Bajnokok Ligája (korábban UEFA Futsalkupa) az európai klubfutsal versenyének 36., az UEFA által szervezett 21. kiírása.

## A besorolás rendszere
A rangsor szerinti legerősebb három nemzet – Spanyolország, Oroszország és Kazahsztán – két csapatot indíthat, valamint Portugália, mivel a  Sporting CP nyerte a legutóbbi Bajnokok ligáját. Ez a 8 csapat a legmagasabb együtthatójú 23 vagy 24 csapat közé tartozik és közvetlenül a Elit körből indul. A többi csapat a selejtezőtől indul.
Az első fordulóban,a fő fordulóban valamint az elitkörben mindegyik csoportban körmérkőzéseket játszanak az előre kiválasztott házigazdáknál. A Final 4-ban a négy kvalifikált csapat kieséses formátumban játszanak (elődöntők, harmadik helyezett és döntő) egymással, akár az UEFA által a kvalifikált csapat valamelyikéből kiválasztott házigazdánál vagy semleges helyszínen.
Az alábbi táblázatban látható a lebonyolítási rendszer:
|                          |                          | A szakaszban bekapcsolódó csapatok                                         | Az előző forduló továbbjutói |
| ------------------------ | ------------------------ | -------------------------------------------------------------------------- | --- |
| Első forduló (32 csapat) | Első forduló (32 csapat) | - 32 bajnokscsapat a 22-54-ig rangsorolt bajnokságból                      | |
| Fő forduló               | A csoport (16 csapat)    | - Sporting CP - 15 csapat az 1–11-ig és a 16–19-ig rangsorolt bajnokságból | |
| Fő forduló               | B csoport (16 csapat)    | - 7 csapat a 12–15-ig és a 20–22-ig rangsorolt bajnokságból                | - 8 csoportelső az első fordulóból+a legjobb 2. |
| Elitkör (16 csapat)      | Elitkör (16 csapat)      |                                                                            | - 4 csoportgyőztes a Fő forduló A csoportból - 4 2.helyezett a Fő forduló A csoportból - 4 3.helyezett a Fő forduló A csoportból - 4 csoportgyőztes a Fő forduló B csoportból |
| Final 4 (4 csapat)       | Final 4 (4 csapat)       |                                                                            | - 4 csoportgyőztes az Elitkörből |

## Csapatok
| Csapat               | Hely |
| -------------------- | ---- |
| Sporting CP          | GY   |
| Barcelona            | 1    |
| Kairat               | 2    |
| Benfica              | 3    |
| Levante              | 4    |
| MFK Tyumen           | 5    |
| Dobovec              | 6    |
| Sinara Ekaterinburg  | 7    |
| Atyrau               | 8    |
| Kauno Žalgiris       | 9    |
| Pesaro               | 10   |
| Rekord Bielsko-Biała | 11   |
| Csíkszereda          | 16   |
| MIMEL Lučenec        | 17   |
| Viten Orsha          | 18   |
| Hovocubo             | 19   |

| Team            | Hely |
| --------------- | ---- |
| Olmissum        | 12   |
| Mostar          | 13   |
| ACCS            | 14   |
| Interobal Plzen | 15   |
| Leo             | 20   |
| Ivano-Frankivsk | 21   |
| később          | 22   |

| Csapat           | Hely |
| ---------------- | ---- |
| Luxol St Andrews | 23   |
| TSV Weilimdorf   | 24   |
| Araz Naxçivan    | 25   |
| APOEL Futsal     | 26   |
| Gentofte         | 27   |
| Haladás VSE      | 28   |
| Futsal Minerva   | 29   |
| FON              | 30   |
| Kampuksen Dynamo | 31   |
| Liqeni           | 32   |
| CIU              | 33   |
| Differdange 03   | 34   |
| Proekt           | 35   |
| Doukas           | 36   |
| Dinamo Plus      | 37   |
| Viimsi           | 38   |
| Hammarby IF      | 39   |
| Helvécia         | 40   |
| Raba             | 41   |
| Varna City       | 42   |
| Tirana           | 43   |
| Diamant Linz     | 44   |
| Blue Magic       | 45   |
| Ashdod Dolphins  | 46   |
| Utleira          | 47   |
| Tavşançalı       | 48   |
| Cefn Druids      | 49   |
| Europa           | 50   |
| Titograd         | 51   |
| Sparta Belfast   | 52   |
| Fiorentino       | 53   |
| Encamp           | 54   |

## Formátum és időpontok
| Forduló      | Sorsolás          | Dátum                     |
| ------------ | ----------------- | ------------------------- |
| Első forduló | 2021. július 7.   | 2021. augusztus 20–25.    |
| Fő forduló   | 2021. július 7.   | 2021. október 26–31.      |
| Elitkör      | 2021. november 3. | 2021. november 23–28.     |
| Final 4      | később            | 2021. április 28–május 1. |

## Sorrend meghatározása
A csoportok sorrendjét a következők szerint állapították meg (versenyszabályzat 32.5)
1. több szerzett pont az összes mérkőzésen (egy győzelem 3 pont, egy döntetlen 1 pont, egy vereség 0 pont),
2. jobb gólkülönbség az azonosan álló csapatok között lejátszott mérkőzéseken
3. több lőtt gól az azonosan álló csapatok között

Ha két vagy több csapat a fenti három kritérium alapján is azonos eredménnyel áll, akkor a következők szerint kell meghatározni a sorrendet:
1. jobb gólkülönbség az összes mérkőzésen,
2. több lőtt gól az összes mérkőzésen.
3. több szerzett pont az azonosan álló csapatok között lejátszott mérkőzéseken,
4. Büntető rúgások, ha csak két csapatnak van azonos számú pontja, és a csoport utolsó fordulójában találkoztak, valamint az összes fenti kritérium alkalmazása után össze is megegyeznek a mutatóik. (nem használható, ha több mint két csapat áll azonos pontszámmal);
5. fair play pontszám (-1 pont egy sárga lapért, -3 pont két sárga lapot követő piros lapért, -4 pont egy azonnali piros lapért, -5 pont egy sárga lap és egy azonnali piros lapért);
6. UEFA club coefficiens alapján;
7. sorsolás

## Első forduló

### A csoport
| Hely. | Csapat           | M | Gy | D | V | G+ | G– | Gk  | P | Továbbjutás                                    |
| ----- | ---------------- | - | -- | - | - | -- | -- | --- | - | ---------------------------------------------- |
| 1.    | Luxol St Andrews | 3 | 3  | 0 | 0 | 18 | 0  | +18 | 9 | Továbbjut a Fő fordulóba                       |
| 2.    | Proekt (H)       | 3 | 2  | 0 | 1 | 14 | 6  | +8  | 6 | Lehetséges továbbjutó a Fő fordulóba (rangsor) |
| 3.    | Cefn Druids      | 3 | 1  | 0 | 2 | 6  | 15 | −9  | 3 |                                                |
| 4.    | Ashdod Dolphins  | 3 | 0  | 0 | 3 | 2  | 19 | −17 | 0 |                                                |

| 2021.08.21. |

| Luxol St Andrews | 5-0               | Cefn Druids FC |
| ---------------- | ----------------- | -------------- |
|                  | (4-0) Jegyzőkönyv |                |

| Sport Hall "26-ti April", Gevgelija Játékvezető: Filipe Gonçalo Santos Duarte (portugál) |

| 2021.08.21. |

| Ashdod Dolphins | 0-6               | KMF Proekt |
| --------------- | ----------------- | ---------- |
|                 | (0-3) Jegyzőkönyv |            |

| Sport Hall "26-ti April", Gevgelija Játékvezető: Alem Bajrovic (bosnyák) |

| 2021.08.22. |

| Ashdod Dolphins | 0-8               | Luxol St Andrews |
| --------------- | ----------------- | ---------------- |
|                 | (0-6) Jegyzőkönyv |                  |

| Sport Hall "26-ti April", Gevgelija Játékvezető: Damian Grabowski (lengyel) |

| 2021.08.22. |

| KMF Proekt | 8-1               | Cefn Druids FC |
| ---------- | ----------------- | -------------- |
|            | (4-1) Jegyzőkönyv |                |

| Sport Hall "26-ti April", Gevgelija Játékvezető: Telmen Undrakh (norvég) |

| 2021.08.24. |

| KMF Proekt | 0-4               | Luxol St Andrews |
| ---------- | ----------------- | ---------------- |
|            | (0-3) Jegyzőkönyv |                  |

| Sport Hall "26-ti April", Gevgelija Játékvezető: Damian Grabowski (lengyel) |

| 2021.08.24. |

| Cefn Druids FC | 5-2               | Ashdod Dolphins |
| -------------- | ----------------- | --------------- |
|                | (2-1) Jegyzőkönyv |                 |

| Sport Hall "26-ti April", Gevgelija Játékvezető: Alem Bajrovic (bosnyák) |

### B csoport
| Hely. | Csapat             | M | Gy | D | V | G+ | G– | Gk  | P | Továbbjutás                                   |
| ----- | ------------------ | - | -- | - | - | -- | -- | --- | - | --------------------------------------------- |
| 1.    | Dinamo Plus        | 3 | 3  | 0 | 0 | 10 | 6  | +4  | 9 | Továbbjut a Fő fordulóba                      |
| 2.    | Futsal Minerva (H) | 3 | 2  | 0 | 1 | 25 | 6  | +19 | 6 | Lehetsége továbbjutó a Fő fordulóba (rangsor) |
| 3.    | Varna City         | 3 | 1  | 0 | 2 | 4  | 7  | −3  | 3 |                                               |
| 4.    | Fiorentino         | 3 | 0  | 0 | 3 | 4  | 24 | −20 | 0 |                                               |

| 2021.08.22. |

| Dinamo Plus | 3-2               | Fiorentino |
| ----------- | ----------------- | ---------- |
|             | (3-1) Jegyzőkönyv |            |

| Sporthalle Weissenstein, Bern Játékvezető: Giulio Colombin (olasz) |

| 2021.08.22. |

| Varna City | 0-4               | Futsal Minerva |
| ---------- | ----------------- | -------------- |
|            | (0-2) Jegyzőkönyv |                |

| Sporthalle Weissenstein, Bern Játékvezető: Ingo Heemsoth (német) |

| 2021.08.23. |

| Varna City | 0-2               | Dinamo Plus |
| ---------- | ----------------- | ----------- |
|            | (0-0) Jegyzőkönyv |             |

| Sporthalle Weissenstein, Bern Játékvezető: Denys Kutsyi (ukrán) |

| 2021.08.23. |

| Futsal Minerva | 17-1              | Fiorentino |
| -------------- | ----------------- | ---------- |
|                | (7-0) Jegyzőkönyv |            |

| Sporthalle Weissenstein, Bern Játékvezető: George Jansizian (svéd) |

| 2021.08.25. |

| Fiorentino | 1-4               | Varna City |
| ---------- | ----------------- | ---------- |
|            | (0-3) Jegyzőkönyv |            |

| Sporthalle Weissenstein, Bern Játékvezető: Denys Kutsyi (ukrán) |

| 2021.08.25. |

| Futsal Minerva | 4-5               | Dinamo Plus |
| -------------- | ----------------- | ----------- |
|                | (1-2) Jegyzőkönyv |             |

| Sporthalle Weissenstein, Bern Játékvezető: Giulio Colombin (olasz) |

### C csoport
| Hely. | Csapat         | M | Gy | D | V | G+ | G– | Gk | P | Továbbjutás                                   |
| ----- | -------------- | - | -- | - | - | -- | -- | -- | - | --------------------------------------------- |
| 1.    | Haladás VSE    | 3 | 3  | 0 | 0 | 12 | 6  | +6 | 9 | Továbbjut a Fő fordulóba                      |
| 2.    | Differdange 03 | 3 | 1  | 0 | 2 | 9  | 10 | −1 | 3 | Lehetsége továbbjutó a Fő fordulóba (rangsor) |
| 3.    | Tirana (H)     | 3 | 1  | 0 | 2 | 8  | 9  | −1 | 3 |                                               |
| 4.    | Utleira        | 3 | 1  | 0 | 2 | 7  | 11 | −4 | 3 |                                               |

| 2021.08.21. |

| Haladás | 5-1               | Utleire |
| ------- | ----------------- | ------- |
|         | (2-1) Jegyzőkönyv |         |

| Hall Tirana Olimpik Park, Tirana Játékvezető: Hikmat Qafarli (azeri) |

| 2021.08.21. |

| Differdange 03 | 2-4               | Tirana |
| -------------- | ----------------- | ------ |
|                | (0-0) Jegyzőkönyv |        |

| Hall Tirana Olimpik Park, Tirana Játékvezető: Gordon Mccabe (skót) |

| 2021.08.22. |

| Differdange 03 | 3-4               | Haladás |
| -------------- | ----------------- | ------- |
|                | (1-1) Jegyzőkönyv |         |

| Hall Tirana Olimpik Park, Tirana Játékvezető: Stephen Vella (máltai) |

| 2021.08.22. |

| Tirana | 2-4               | Utleire |
| ------ | ----------------- | ------- |
|        | (0-1) Jegyzőkönyv |         |

| Hall Tirana Olimpik Park, Tirana Játékvezető: Raafat Al Hamola (izraeli) |

| 2021.08.24. |

| Utleire | 2-4               | Differdange 03 |
| ------- | ----------------- | -------------- |
|         | (1-1) Jegyzőkönyv |                |

| Hall Tirana Olimpik Park, Tirana Játékvezető: Hikmat Qafarli (azeri) |

| 2021.08.24. |

| Tirana | 2-3               | Haladás |
| ------ | ----------------- | ------- |
|        | (1-2) Jegyzőkönyv |         |

| Hall Tirana Olimpik Park, Tirana Játékvezető: Gordon Mccabe (skót) |

### D csoport
| Hely. | Csapat         | M | Gy | D | V | G+ | G– | Gk  | P | Továbbjutás                                   |
| ----- | -------------- | - | -- | - | - | -- | -- | --- | - | --------------------------------------------- |
| 1.    | Hammarby IF    | 3 | 2  | 0 | 1 | 16 | 9  | +7  | 6 | Továbbjut a Fő fordulóba                      |
| 2.    | Gentofte       | 3 | 2  | 0 | 1 | 12 | 11 | +1  | 6 | Lehetsége továbbjutó a Fő fordulóba (rangsor) |
| 3.    | Viimsi (H)     | 3 | 2  | 0 | 1 | 16 | 7  | +9  | 6 |                                               |
| 4.    | Sparta Belfast | 3 | 0  | 0 | 3 | 5  | 22 | −17 | 0 |                                               |

| 2021.08.21. |

| Gentofte | 3-2               | Sparta Belfast |
| -------- | ----------------- | -------------- |
|          | (2-1) Jegyzőkönyv |                |

| Viimsi Kooli Spordikeskus, Haabneeme Játékvezető: Ruben António Cardoso Santos (portugál) |

| 2021.08.21. |

| Hammarby IF | 3-1               | Viimsi |
| ----------- | ----------------- | ------ |
|             | (3-1) Jegyzőkönyv |        |

| Viimsi Kooli Spordikeskus, Haabneeme Játékvezető: Michael Christofides (ciprusi) |

| 2021.08.22. |

| Hammarby IF | 5-6               | Gentofte |
| ----------- | ----------------- | -------- |
|             | (2-2) Jegyzőkönyv |          |

| Viimsi Kooli Spordikeskus, Haabneeme Játékvezető: Joern Te Kloeze (holland) |

| 2021.08.22. |

| Viimsi | 11-1              | Sparta Belfast |
| ------ | ----------------- | -------------- |
|        | (7-1) Jegyzőkönyv |                |

| Viimsi Kooli Spordikeskus, Haabneeme Játékvezető: Bogdan Hanceariuc (romániai) |

| 2021.08.24. |

| Sparta Belfast | 2-8               | Hammarby IF |
| -------------- | ----------------- | ----------- |
|                | (0-4) Jegyzőkönyv |             |

| Viimsi Kooli Spordikeskus, Haabneeme Játékvezető: Bogdan Hanceariuc (romániai) |

| 2021.08.24. |

| Viimsi | 4-3               | Gentofte |
| ------ | ----------------- | -------- |
|        | (1-3) Jegyzőkönyv |          |

| Viimsi Kooli Spordikeskus, Haabneeme Játékvezető: Ruben António Cardoso Santos (portugál) |

### E csoport
| Hely. | Csapat       | M | Gy | D | V | G+ | G– | Gk | P | Továbbjutás                                   |
| ----- | ------------ | - | -- | - | - | -- | -- | -- | - | --------------------------------------------- |
| 1.    | FON          | 3 | 3  | 0 | 0 | 10 | 2  | +8 | 9 | Továbbjut a Fő fordulóba                      |
| 2.    | Titograd (H) | 3 | 2  | 0 | 1 | 6  | 3  | +3 | 6 | Lehetsége továbbjutó a Fő fordulóba (rangsor) |
| 3.    | Blue Magic   | 3 | 1  | 0 | 2 | 6  | 9  | −3 | 3 |                                               |
| 4.    | CIU          | 3 | 0  | 0 | 3 | 2  | 10 | −8 | 0 |                                               |

| 2021.08.21. |

| FON | 4-1               | Blue Magic |
| --- | ----------------- | ---------- |
|     | (3-0) Jegyzőkönyv |            |

| Moraca Hall, Podgorica Játékvezető: Yiangos Yiangou (ciprusi) |

| 2021.08.21. |

| CIU | 0-2   | Titograd |
| --- | ----- | -------- |
|     | (0-0) |          |

| Moraca Hall, Podgorica Játékvezető: Paavo Komppa (finn) |

| 2021.08.22. |

| CIU | 0-3               | FON |
| --- | ----------------- | --- |
|     | (0-0) Jegyzőkönyv |     |

| Moraca Hall, Podgorica Játékvezető: Jernej Petek (szlovén) |

| 2021.08.22. |

| Titograd | 3-0               | Blue Magic |
| -------- | ----------------- | ---------- |
|          | (1-0) Jegyzőkönyv |            |

| Moraca Hall, Podgorica Játékvezető: Done Ristovski (észak-macedóni) |

| 2021.08.24. |

| Blue Magic | 5-2               | CIU |
| ---------- | ----------------- | --- |
|            | (2-2) Jegyzőkönyv |     |

| Moraca Hall, Podgorica Játékvezető: Yiangos Yiangou (ciprusi) |

| 2021.08.24. |

| Titograd | 1-3               | FON |
| -------- | ----------------- | --- |
|          | (0-3) Jegyzőkönyv |     |

| Moraca Hall, Podgorica Játékvezető: Done Ristovski (észak-macedóni) |

### F csoport
| Hely. | Csapat           | M | Gy | D | V | G+ | G– | Gk  | P | Továbbjutás                                   |
| ----- | ---------------- | - | -- | - | - | -- | -- | --- | - | --------------------------------------------- |
| 1.    | Kampuksen Dynamo | 3 | 2  | 1 | 0 | 23 | 7  | +16 | 7 | Továbbjut a Fő fordulóba                      |
| 2.    | Araz Naxçivan    | 3 | 2  | 1 | 0 | 21 | 10 | +11 | 7 | Lehetsége továbbjutó a Fő fordulóba (rangsor) |
| 3.    | Raba (H)         | 3 | 1  | 0 | 2 | 12 | 16 | −4  | 3 |                                               |
| 4.    | Europa           | 3 | 0  | 0 | 3 | 8  | 31 | −23 | 0 |                                               |

| 2021.08.21. |

| Araz Naxçivan | 9-2               | Europa |
| ------------- | ----------------- | ------ |
|               | (4-0) Jegyzőkönyv |        |

| Salaspils sporta nams, Salaspils Játékvezető: Dario Pezzuto (olasz) |

| 2021.08.21. |

| Kampuksen Dynamo | 5-0               | Raba |
| ---------------- | ----------------- | ---- |
|                  | (3-0) Jegyzőkönyv |      |

| Salaspils sporta nams, Salaspils Játékvezető: Daniele D'adamo (san marinói) |

| 2021.08.22. |

| Kampuksen Dynamo | 4-4               | Araz Naxçivan |
| ---------------- | ----------------- | ------------- |
|                  | (2-3) Jegyzőkönyv |               |

| Salaspils sporta nams, Salaspils Játékvezető: Drazen Vukcevic (montenegrói) |

| 2021.08.22. |

| Raba | 8-3               | Europa |
| ---- | ----------------- | ------ |
|      | (2-0) Jegyzőkönyv |        |

| Salaspils sporta nams, Salaspils Játékvezető: Panagiotis Ntalas (görög) |

| 2021.08.24. |

| Europa | 3-14              | Kampuksen Dynamo |
| ------ | ----------------- | ---------------- |
|        | (3-8) Jegyzőkönyv |                  |

| Salaspils sporta nams, Salaspils Játékvezető: Daniele D'adamo (san-marinói) |

| 2021.08.22. |

| Raba | 4-8               | Araz Naxçivan |
| ---- | ----------------- | ------------- |
|      | (2-2) Jegyzőkönyv |               |

| Salaspils sporta nams, Salaspils Játékvezető: Dario Pezzuto (olasz) |

### G csoport
| Hely. | Csapat       | M | Gy | D | V | G+ | G– | Gk  | P | Továbbjutás                                   |
| ----- | ------------ | - | -- | - | - | -- | -- | --- | - | --------------------------------------------- |
| 1.    | Diamant Linz | 3 | 2  | 1 | 0 | 22 | 10 | +12 | 7 | Továbbjut a Fő fordulóba                      |
| 2.    | Doukas (H)   | 3 | 2  | 1 | 0 | 13 | 6  | +7  | 7 | Lehetsége továbbjutó a Fő fordulóba (rangsor) |
| 3.    | Encamp       | 3 | 1  | 0 | 2 | 2  | 16 | −14 | 3 |                                               |
| 4.    | APOEL Futsal | 3 | 0  | 0 | 3 | 9  | 14 | −5  | 0 |                                               |

| 2021.08.21. |

| APOEL Futsal | 1-2               | Encamp |
| ------------ | ----------------- | ------ |
|              | (1-1) Jegyzőkönyv |        |

| Dais Sports Hall, Athén Játékvezető: Javier Moreno Reina (spanyol) |

| 2021.08.21. |

| Diamant Linz | 4-4               | Doukas |
| ------------ | ----------------- | ------ |
|              | (2-1) Jegyzőkönyv |        |

| Dais Sports Hall, Athén Játékvezető: Nebojsa Panic (szerbiai) |

| 2021.08.22. |

| Doukas | 4-0               | Encamp |
| ------ | ----------------- | ------ |
|        | (1-0) Jegyzőkönyv |        |

| Dais Sports Hall, Athén Játékvezető: Jagnar Jakobson (észt) |

| 2021.08.22. |

| Diamant Linz | 7-6               | APOEL Futsal |
| ------------ | ----------------- | ------------ |
|              | (2-3) Jegyzőkönyv |              |

| Dais Sports Hall, Athén Játékvezető: Filip Nesnera (cseh) |

| 2021.08.24. |

| Encamp | 0-11              | Diamant Linz |
| ------ | ----------------- | ------------ |
|        | (0-4) Jegyzőkönyv |              |

| Dais Sports Hall, Athén Játékvezető: Javier Moreno Reina (spanyol) |

| 2021.08.24. |

| Doukas | 5-2               | APOEL Futsal |
| ------ | ----------------- | ------------ |
|        | (2-0) Jegyzőkönyv |              |

| Dais Sports Hall, Athén Játékvezető: Filip Nesnera (cseh) |

### H csoport
| Hely. | Csapat             | M | Gy | D | V | G+ | G– | Gk  | P | Továbbjutás                                   |
| ----- | ------------------ | - | -- | - | - | -- | -- | --- | - | --------------------------------------------- |
| 1.    | Liqeni             | 3 | 3  | 0 | 0 | 15 | 8  | +7  | 9 | Továbbjut a Fő fordulóba                      |
| 2.    | TSV Weilimdorf (H) | 3 | 2  | 0 | 1 | 19 | 11 | +8  | 6 | Lehetsége továbbjutó a Fő fordulóba (rangsor) |
| 3.    | Helvécia           | 3 | 1  | 0 | 2 | 20 | 19 | +1  | 3 |                                               |
| 4.    | Tavşançalı         | 3 | 0  | 0 | 3 | 4  | 20 | −16 | 0 |                                               |

| 2021.08.21. |

| Liqeni | 5-0               | Tavşançalı |
| ------ | ----------------- | ---------- |
|        | (5-0) Jegyzőkönyv |            |

| Glaspalast Sindelfingen, Sindelfingen Játékvezető: Pablo Delgado Sastre (spanyol) |

| 2021.08.21. |

| Helvécia | 7-9               | TSV Weilimdorf |
| -------- | ----------------- | -------------- |
|          | (4-3) Jegyzőkönyv |                |

| Glaspalast Sindelfingen, Sindelfingen Játékvezető: Kaloyan Kirilov (bolgár) |

| 2021.08.22. |

| Helvécia | 6-7               | Liqeni |
| -------- | ----------------- | ------ |
|          | (0-2) Jegyzőkönyv |        |

| Glaspalast Sindelfingen, Sindelfingen Játékvezető: Marco Rothenfluh (svájci) |

| 2021.08.22. |

| TSV Weilimdorf | 8-1               | Tavşançalı |
| -------------- | ----------------- | ---------- |
|                | (2-0) Jegyzőkönyv |            |

| Glaspalast Sindelfingen, Sindelfingen Játékvezető: Michael Lima De Sousa (luxemburgi) |

| 2021.08.24. |

| Tavşançalı | 3-7               | Helvécia |
| ---------- | ----------------- | -------- |
|            | (0-3) Jegyzőkönyv |          |

| Glaspalast Sindelfingen, Sindelfingen Játékvezető: Michael Lima De Sousa (luxemburgi) |

| 2021.08.24. |

| TSV Weilimdorf | 2-3               | Liqeni |
| -------------- | ----------------- | ------ |
|                | (1-1) Jegyzőkönyv |        |

| Glaspalast Sindelfingen, Sindelfingen Játékvezető: Pablo Delgado Sastre (spanyol) |

### 2. helyezettek rangsora
| Hely. | Cs | Csapat         | M | Gy | D | V | G+ | G– | Gk  | P | Továbbjutás              |
| ----- | -- | -------------- | - | -- | - | - | -- | -- | --- | - | ------------------------ |
| 1.    | F  | Araz Naxçivan  | 3 | 2  | 1 | 0 | 21 | 10 | +11 | 7 | Továbbjut a Fő fordulóba |
| 2.    | G  | Doukas         | 3 | 2  | 1 | 0 | 13 | 6  | +7  | 7 |                          |
| 3.    | B  | Futsal Minerva | 3 | 2  | 0 | 1 | 25 | 6  | +19 | 6 |                          |
| 4.    | H  | TSV Weilimdorf | 3 | 2  | 0 | 1 | 19 | 11 | +8  | 6 |                          |
| 5.    | A  | Proekt         | 3 | 2  | 0 | 1 | 14 | 6  | +8  | 6 |                          |
| 6.    | E  | Titograd       | 3 | 2  | 0 | 1 | 6  | 3  | +3  | 6 |                          |
| 7.    | D  | Gentofte       | 3 | 2  | 0 | 1 | 12 | 11 | +1  | 6 |                          |
| 8.    | C  | Differdange 03 | 3 | 1  | 0 | 2 | 9  | 10 | −1  | 3 |                          |

## Fő forduló
A fő fordulót 2021. október 26. és 31. között játsszák. A csoportok sorsolása 2021. augusztus 30-án történik.
Összesen 32 csapat játszik a fő fordulóban. Két ágra oszlik:
- A csoport (16 csapat): a címvédő, valamint az 1-11. és a 16-19. helyen rangsorolt csapatok
- B csoport (16 teams): a 12–15., a 20-22. helyen rangsorolt csapatok és a 9 továbbjutó együttes az első fordulóból.

A csapatokat 2021-es UEFA futsal klub-együtthatók alapján négy kiemelési helyre osztják fel.
| 1-es kalap                                   | 2-es kalap                                             | 3-as kalap                                                | 4-es kalap                                             |
| -------------------------------------------- | ------------------------------------------------------ | --------------------------------------------------------- | ------------------------------------------------------ |
| - Sporting CP - Barcelona - Kairat - Benfica | - Levante - MFK Tyumen - Dobovec - Sinara Ekaterinburg | - Atyrau - Kauno Žalgiris - Pesaro - Rekord Bielsko-Biała | - Csíkszereda - MIMEL Lučenec - Viten Orsha - Hovocubo |

| 1-es kalap                                   | 2-es kalap                                                              | 3-as kalap                                             | 4-es kalap                                                |
| -------------------------------------------- | ----------------------------------------------------------------------- | ------------------------------------------------------ | --------------------------------------------------------- |
| - Olmissum - Mostar - ACCS - Interobal Plzen | - Leo - Ivano-Frankivsk - FP Halle-Gooik - Luxol St Andrews Futsal Club | - Araz Naxçivan - Haladás VSE - FON - Kampuksen Dynamo | - FC Liqeni - Dinamo Plus - Hammarby IF - FC Diamant Linz |